# 杉山実
杉山 実（すぎやま みのる、1973年 - ）は、日本の漫画家。

## 概要
東京都出身。2000年多摩美術大学大学院美術研究科修了。
漫画、アニメーション制作、挿絵等、幅広く活動している。
2003年、青林工藝舎主催の第5回「アックスマンガ新人賞」で「三つこぶ丘発電所」他2編奨励賞受賞。
著書に、漫画『マザー・コスモス』『ガール・デバイス』（共に青林工藝舎）、四コマ漫画『パパ戦記　一姫編』『パパ戦記　二太郎編』（共に赤ちゃんとママ社）、絵本『熱血！アニマル少年野球団』（長崎出版）絵本『ソフトさんの悲劇　生乳100％』（小学館集英社プロダクション）がある。
挿絵を制作した作品に、SF小説『すぺるむ・さぴえんすの冒険　小松左京コレクション』（福音館書店）児童書『山田県立山田小学校』シリーズ（あかね書房）がある。
アニメーション作品に、DVD『ソフトさんの悲劇』『ソフトさんの悲劇～新種誕生～』『ソフトさんの悲劇～ザ・スゥイーツファイター～』（共にポニーキャニオン）、NHK「おかあさんといっしょ」歌のアニメーション『すうじのうた』『いえ イェイ!!』がある。

## 作品リスト

### 単行本
- 『マザーコスモス』青林工藝舎 2005/11/25 ISBN 978-4883792009
- 『ガール・デバイス』青林工藝舎 2011/3/30 ISBN 978-4883793365
- 『パパ戦記』赤ちゃんとママ社; A5判 (2009/11/21) ISBN 978-4870140554
- 『パパ戦記 二太郎編』赤ちゃんとママ社; A5判 (2009/11/21) ISBN 978-4870140561